# Кошатів
Коша́тів — село в Україні, у Здолбунівській міській громаді Рівненського району Рівненської області. Населення становить 308 осіб.

## Географія
Село розташоване на лівому березі річки Швидівки.

## Історія
У 1906 році село Дятвовицької волості Рівненського повіту Волинської губернії. Відстань від повітового міста 10 верст, від волості 17. Дворів 33, мешканців 189.

## Населення
Згідно з переписом УРСР 1989 року чисельність наявного населення села становила 258 осіб, з яких 123 чоловіки та 135 жінок.
За переписом населення України 2001 року в селі мешкали 302 особи.

### Мова
Розподіл населення за рідною мовою за даними перепису 2001 року:
| Мова       | Відсоток |
| ---------- | -------- |
| українська | 99,35 %  |
| російська  | 0,32 %   |
| інші       | 0,33 %   |